# Jitte
Jitte lub Jutte (jap. 十手) – metalowa pałka o długości ok. 45 cm z hakiem (kłem) od strony rękojeści, wyspecjalizowana broń używana w Japonii w okresie Edo (1603-1867) przez japońskie służby policyjne, detektywów, tajnych agentów: okappiki; hori; dōshin.

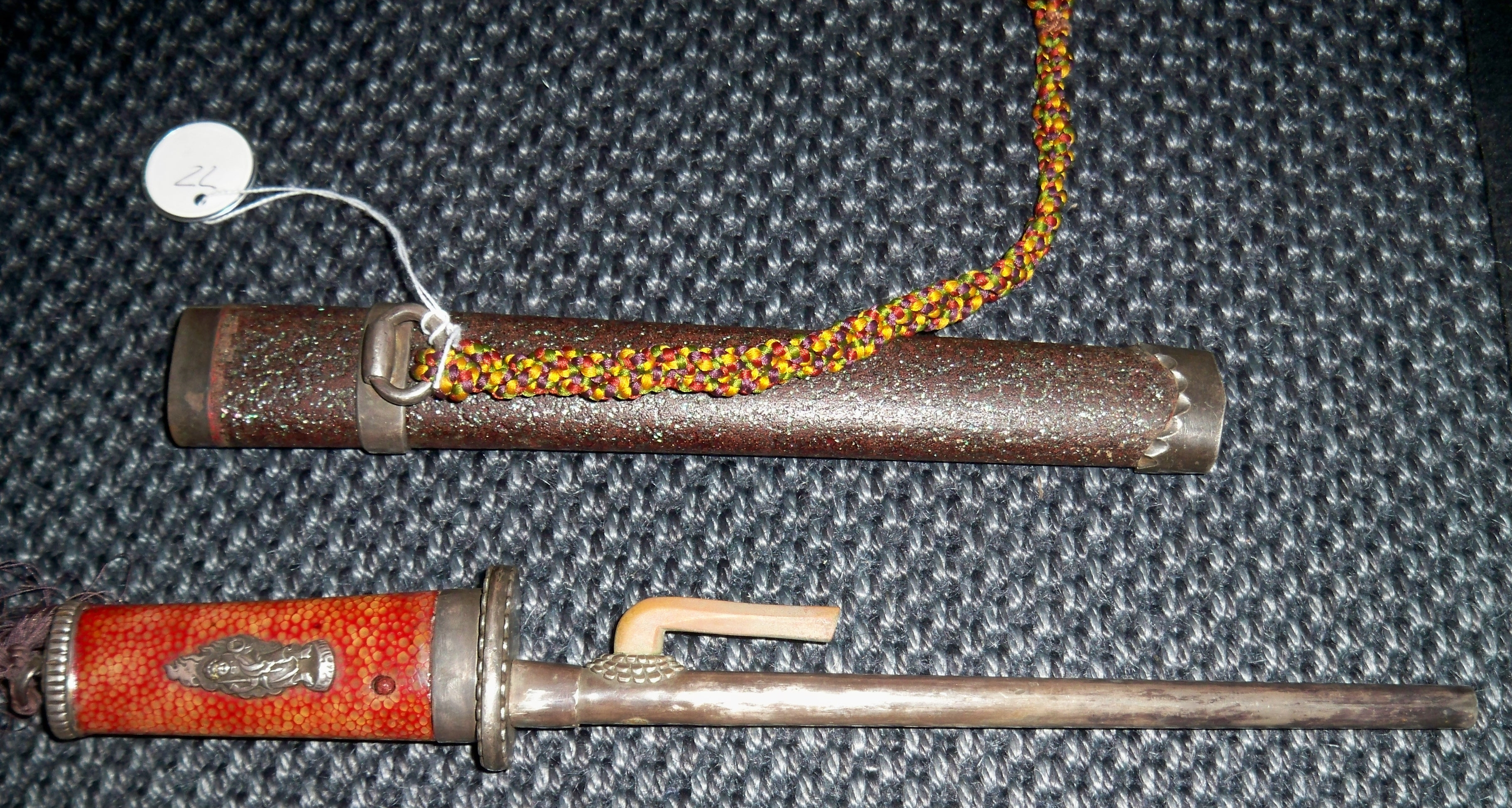
Jitte

Na końcu rękojeści był przymocowany ozdobny frędzel (fusahimo), którego kolor wskazywał na przynależność funkcjonariusza do określonego regionu jurysdykcji. W trakcie dokonywania pojmań i aresztowań przestępców broń ta pozwalała na parowanie ciosów mieczy lub sztyletów i jednoczesne zadawanie uderzeń.
Po ogłoszeniu edyktu Haitō-rei (1876) w czasie restauracji Meiji broń ta została zakazana. Współcześnie jitte jest przedmiotem treningu jednej z japońskich sztuk walki zwanej jutte-jutsu.

## Wygląd oraz zastosowanie
Współczesne jitte ma również około 45 cm długości. Posiada, wystający znad rękojeści oraz zagięty w stronę końca, kieł o długości kilku centymetrów. Wbrew obiegowej opinii nie służy on jednak obecnie do chwytania ostrza atakującego miecza. Prawdopodobnie mógłby zostać użyty w tym celu, lecz niewielka odległość ręki od kła czyni to trudnym i niebezpiecznym. Gdyby posiadacz jutte stanął naprzeciwko szermierza starałby się unikać ostrza, a dopiero potem schwytać je pomiędzy kieł i właściwą część broni.
Jitte jest wykorzystywane także, jak inne rodzaje pałek: do uderzania dużych grup mięśni i jako pomoc w zakładaniu dźwigni na stawy.

## Historia
Uważa się, że pierwsze jitte stworzył legendarny kowal Masamune (niektórzy twierdzą, że należy to przypisywać jego ojcu, Munisai). Było stosowane na polach bitewnych do więzienia ostrzy oraz obezwładniania przeciwników. Jedna z teorii głosi, że jitte zostało stworzone na podstawie sai, broni z Okinawy. Część znawców twierdzi jednak, że to jitte istniało pierwsze i to na nim sai było wzorowane. Jeszcze inna wersja ukazuje jitte jako wynik ewolucji kabuto-wari.
Współczesnym odpowiednikiem jitte jest tokushu-keibō (różnego rodzaju pałki policyjne). Umiejętność posługiwania się nimi (keibō-jutsu) wchodzi w skład szkolenia japońskiej policji w technikach obezwładniania (taihō-jutsu) przestępców.
Wciąż istnieją także tradycyjne szkoły jutte-jutsu, takie jak Ikkaku-ryū wchodząca w program nauczania szkoły Shintō Musō-ryū.

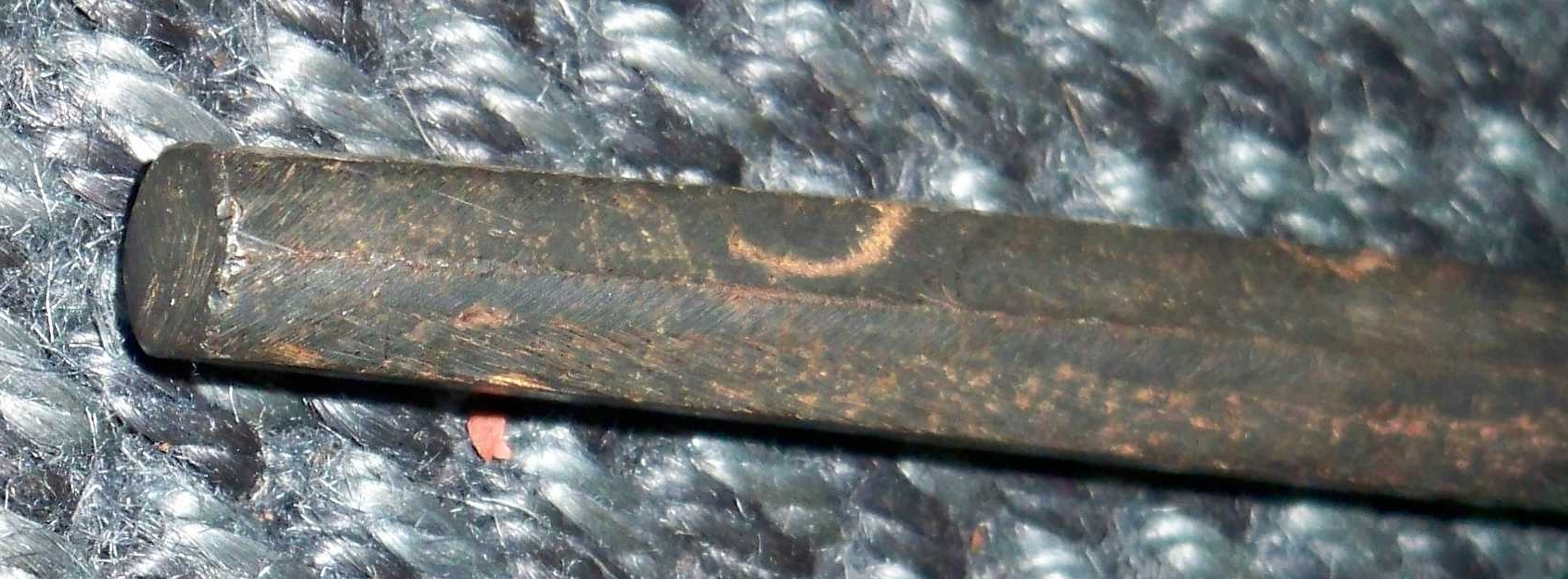
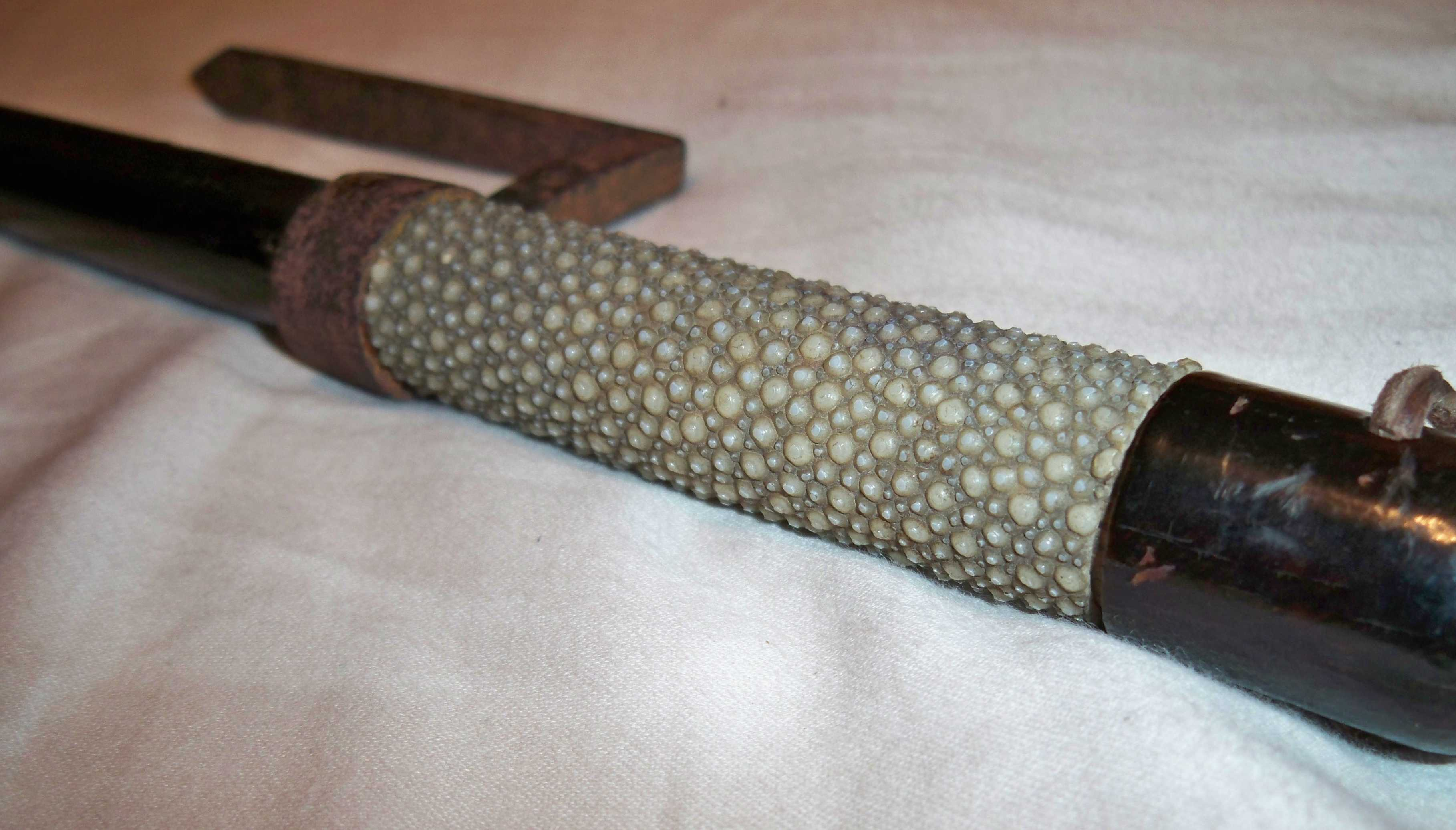
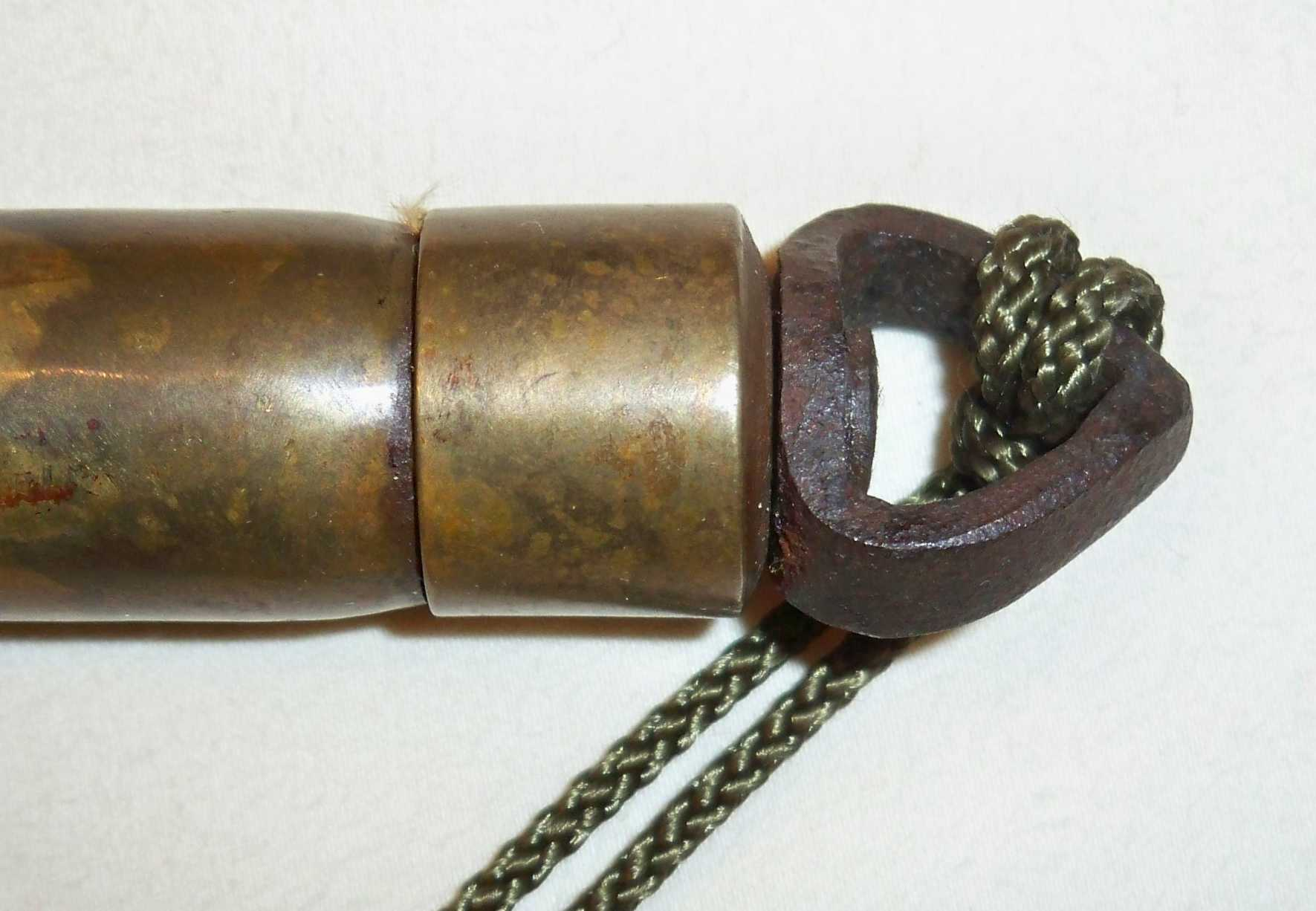
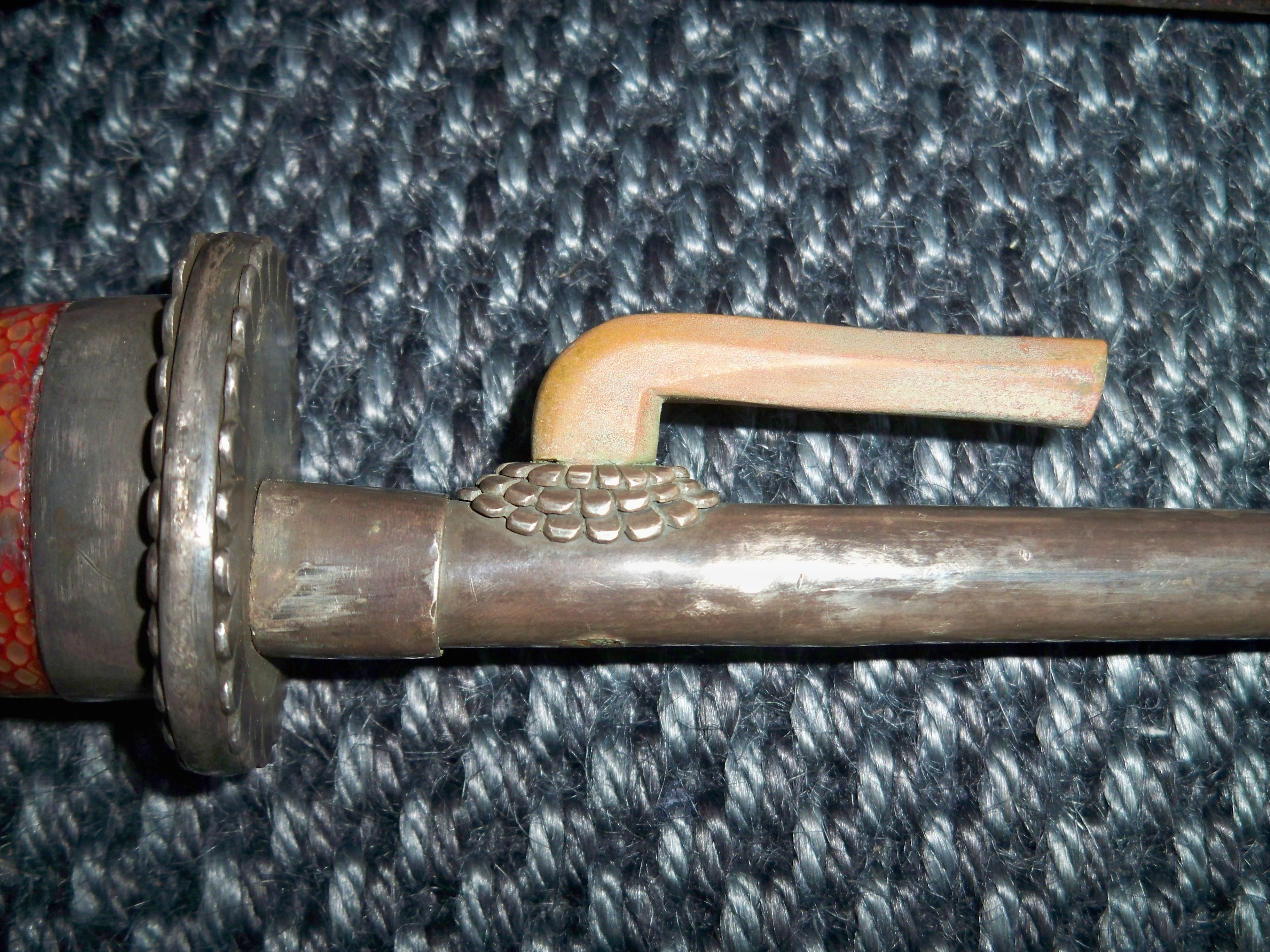
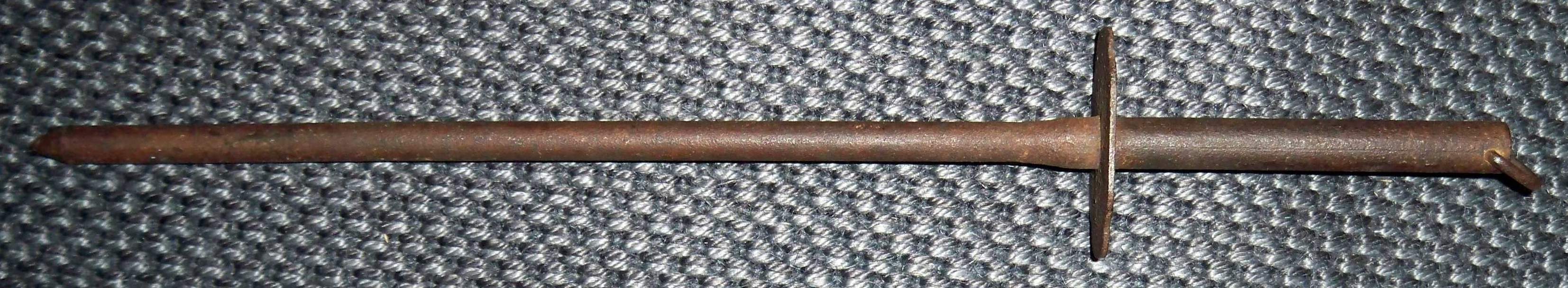
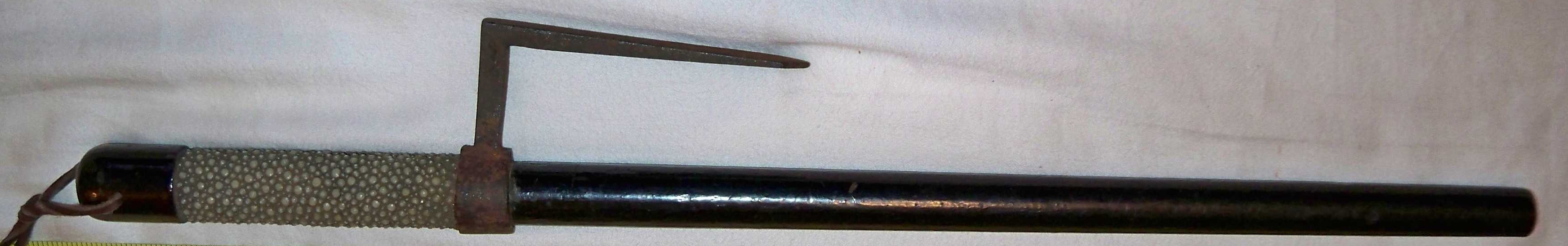
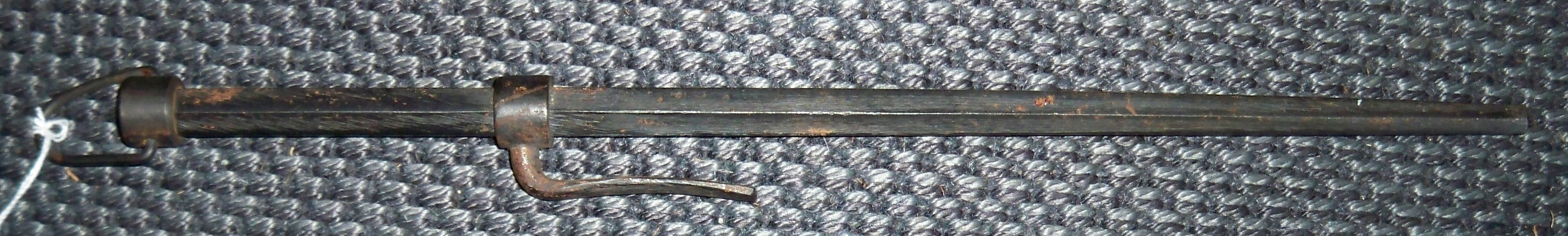
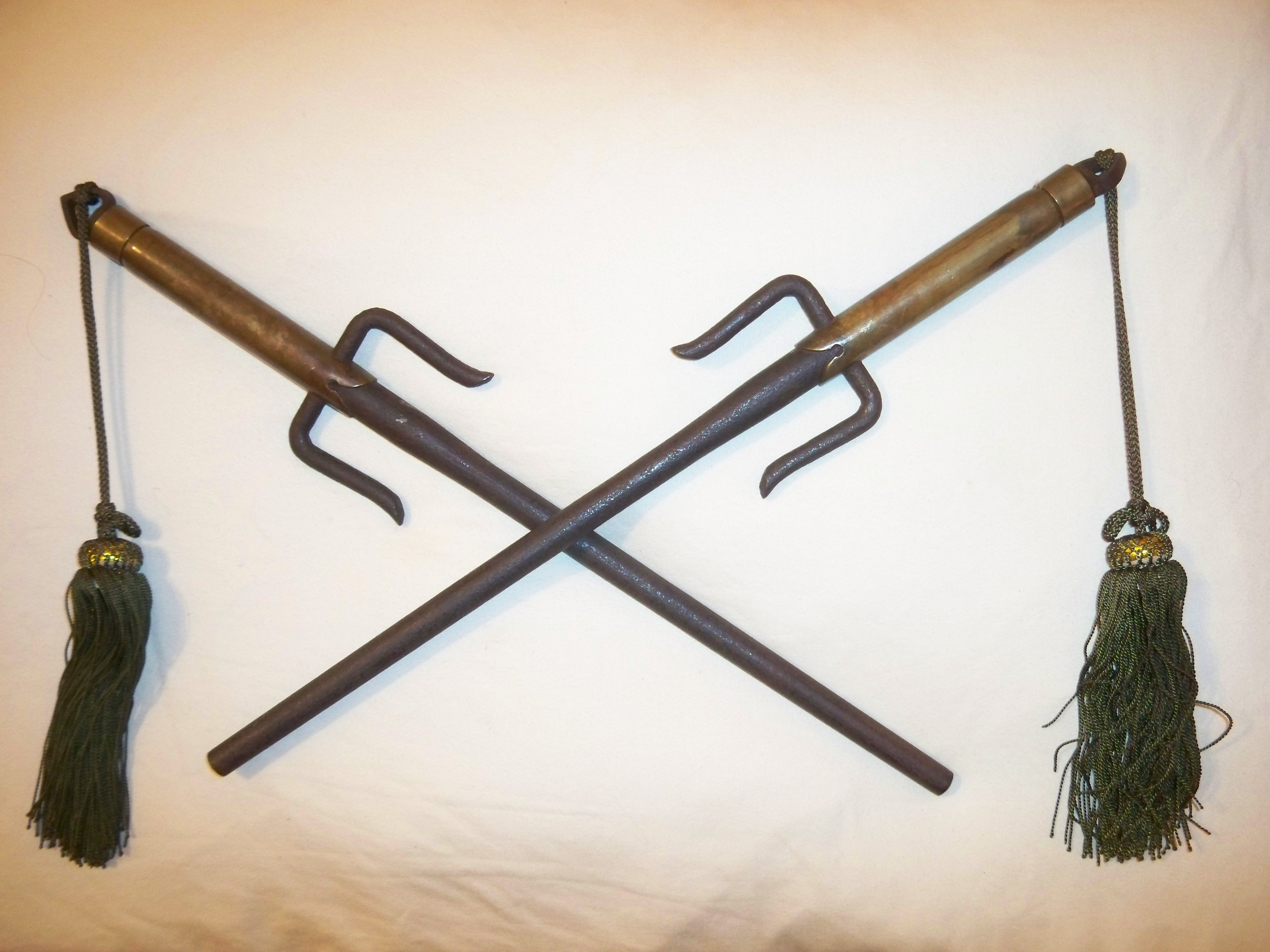